# Дуб звичайний (Тарасівка)
Дуб звича́йний — ботанічна пам'ятка природи місцевого значення в Україні. Розташована в межах Слобідсько-Кульчієвецької сільської громади Кам'янець-Подільського району Хмельницької області, в селі Тарасівка.
Площа 0,11 га. Статус присвоєно згідно з рішенням облвиконкому від 04.09.1982 року № 278. Перебуває у віданні: Слобідсько-Кульчієвецька сільська громада.
Статус присвоєно для збереження одного дерева дуба віком понад 350 років. Висота 25 м, діаметр 150 см.
Пам'ятка природи «Дуб звичайний» входить до складу національного природного парку «Подільські Товтри».